# Ярбусова, Франческа Альфредовна
Франче́ска Альфре́довна Я́рбусова (род. 13 октября 1942, Алма-Ата, Казахская ССР, СССР) — советская и российская художница-постановщица мультипликационных фильмов, супруга режиссёра Юрия Норштейна. Лауреат Государственной премии СССР (1979) и Премии президента Российской Федерации (2018).

## Биография
Франческа, по воспоминаниям её мамы, начала рисовать раньше, чем ходить. Её первыми игрушками были карандаш и бумага. По словам Юрия Норштейна, у Франчески было деревенское детство. Она заходила в курятник, садилась на корточки, закрывала глаза и сидела неподвижно. В конце концов куры принимали её за свою и начинали ходить вокруг неё, заглядывать в глаза.
Училась в 1955—1959 годах в детской художественной школе Краснопресненского района Москвы, затем в 1961—1967 во ВГИКе, получив диплом художницы мультипликационного фильма. В 1964—1982 годах работала на киностудии «Союзмультфильм» — сначала художницей-декоратором (до 1966-го), затем художницей-постановщицей — с режиссёрами Ю. Б. Норштейном, В. П. Данилевичем и В. Д. Дегтярёвым. Участвовала преимущественно в создании кукольных фильмов и картин в технике перекладки.
Во время учёбы во ВГИКе работала иллюстратором в издательстве «Детская литература», в частности оформляла рисунки к книжке Корнея Чуковского «Путаница».
С будущим мужем Юрием Норштейном познакомилась во время работы над мультфильмом «Поди туда, не знаю куда» (1966).
С 1981 года работает над мультипликационным фильмом «Шинель» по повести Н. В. Гоголя.
Пишет художественную прозу, публиковалась в альманахе «Зеркала», журнале «Столица» и других изданиях.
Снималась в документальных сериалах: «Мир анимации или анимации мира» (2001), «Союзмультфильм — сказки и были» (серия «И жизнь, и сказки, и любовь…», 2004), цикле «Острова» (2002).
2007 — «Монолог» — 4-серийный документальный фильм (авт. Н. Виноградова, реж. Н. Урвачёва. ГТРК «Культура»).
В сентябре 2016 года в московской галерее Altmans прошла выставка «Художник рисует фильм. Ярбусова и Норштейн», на которой были представлены работы Франчески Ярбусовой и Юрия Норштейна.

## Фильмография
- 1965 — «Как один мужик двух генералов прокормил» (куклы и декорации)
- 1966 — «Поди туда, не знаю куда» (художница)
- 1967 — «Паровозик из Ромашкова» (художница-постановщица)
- 1968 — «Белая шкурка» (художница-постановщица)
- 1969 — «Пластилиновый ёжик» (художница-постановщица)
- 1971 — «Мячик и мальчик» (художница-постановщица)
- 1971 — «Сеча при Керженце» (художница)
- 1972 — «Аве Мария» (художница-оформительница)
- 1973 — «Лиса и заяц» (художница-постановщица)
- 1973 — «Мы пассажиры» (художница-постановщица)
- 1973 — «Гонки по правилам» (художница-постановщица))[3]
- 1974 — «Цапля и журавль» (художница-постановщица)
- 1975 — «Ёжик в тумане» (художница-постановщица)
- 1979 — «Сказка сказок» (художница-постановщица)
- 1981 — н. в. — «Шинель» (художница-постановщица)

## Награды и премии

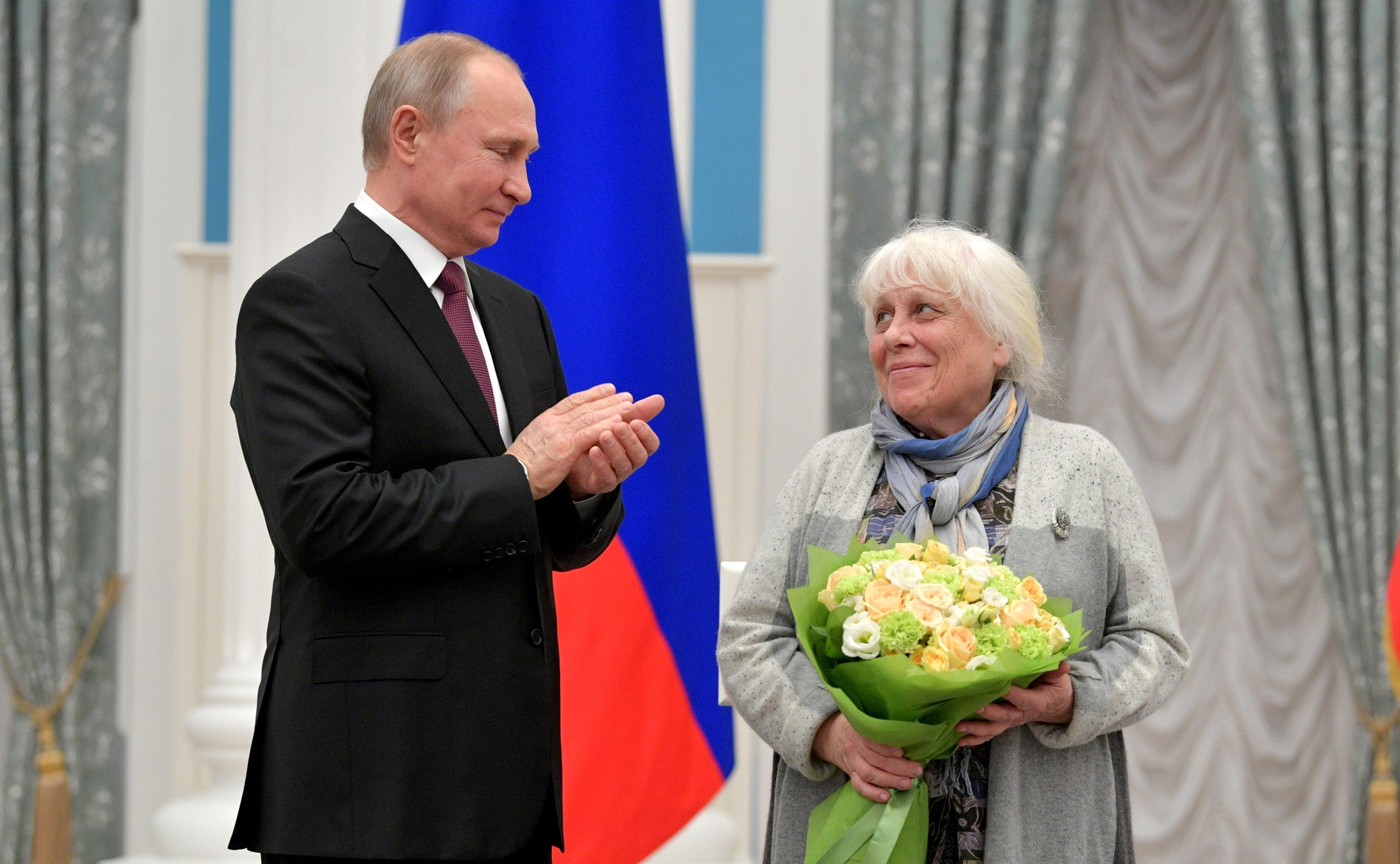
Церемония вручения Премии президента России, 26 марта 2019 года

- Государственная премия СССР (1979) — за мультфильмы «Лиса и заяц» (1973), «Цапля и журавль» (1974) и «Ёжик в тумане» (1975)[4]
- Премия «Мастер» (2005) — за выставку в Музее изящных искусств имени А. С. Пушкина[5]
- Большая Золотая медаль Академии художеств (2005) — за эскизы к фильму «Шинель»[6]
- Премия президента Российской Федерации в области литературы и искусства за произведения для детей и юношества (2018) — за выдающийся вклад в развитие отечественного и мирового анимационного искусства[7][8].

## Иск в суд
Франческа Ярбусова подала иск в Мещанский суд Москвы к Банку России за выпуск памятных монет «Ежик в тумане» (2024) о нарушении авторских прав из-за изображения героя без указания её авторства. 
Первый иск Франческа проиграла, Мещанский районный суд Москвы решил отказать в исковых требованиях Ярбусовой к Банку России о нарушении авторских прав на изображение персонажа мультфильма «Ежик в тумане»

Монета ЦБ (2024) «Ёжик в тумане» из серебра.
Монета ЦБ (2024) «Ёжик в тумане» из стали с никелевым покрытием.
Монета ЦБ (2024) «Ёжик в тумане» из медно-никелевого сплава с цветным покрытием.

## Публикации
- Норштейн Ю., Ярбусова Ф. Сказка сказок. М.: Красная площадь, 2005 — 227 с — ISBN 5-900743-80-2; 2-е изд: 2006 — ISBN 5-900743-88-8
- Норштейн Ю., Козлов С. Ёжик в тумане / Иллюстрации Ф. Ярбусовой  Архивная копия от 22 декабря 2008 на Wayback Machine. М.: Красная площадь, 2006 — 48 с. — ISBN 978-5-900743-93-6; ISBN 5-900743-23-3; ISBN 5-900743-91-8